# Noszkó Alajos
Noszkó Alajos (Esztergom, 18. század – Szolnok?, 1807 után) ferences szerzetes, hitszónok.

## Élete, működése
Esztergomban, szülővárosában végezte iskoláit, majd a ferences-rendbe lépett. Gyöngyösön nyelvtani osztályokat, Szabadkán a filozófiát tanított. Korának nevezetes prédikátora volt. Később Szolnokon működött.
Négy kötetes Vasárnapokra való egyházi beszédei a papi breviárium négy évszaka szerinti fölosztással készültek. A beszédek úgynevezett pericopalis prédikációk; Noszkó az evangéliumból vette a jeligét és ehhez kötötte a tételt. Beszédei egyben erkölcstani beszédek, dogmatikus tárgya csak a vízkereszt utáni IV. vasárnapra írt beszédnek van, amelynek tétele, hogy az anyaszentegyház a sok és nagy viszontagságok daczára sem pusztult el. Ebből is hiányzik a bizonyítás, tulajdonképpen csak történeti reflexiók  halmaza. Dogmatikainak vehető a vízkereszt utáni VI.  vasárnapra írt beszéd, amely a kereszténységnek csodás elterjedéséről szól, de szintén csak történeti reflexiók alakjában.

## Művei
- Virág-szó-tár, mellyet összeszedett és betük rendi szerint elosztott… Pest, 1790 (példabeszédekkel)
- Rendkívül-való egyházi-beszédek, mellyeket különös alkalmatosságokkal mondott. Buda, 1802
- Explanationes in Emanuelis Alvari institutiones grammaticas, e diversis, veteribus nempe et recentioribus, praecipue aureae aetatis linguae latinae, auctoribus… conscriptae. Pestini, 1804
- Vasárnapokra-való egyházi beszédek. Buda, 1806-07, három rész
- Levelei Révai Miklóshoz: Szolnok 1803. aug. 25., 1804. ápr. 3. (a m. n. múzeum kézirattárában)
- Virág szó-tár. Magyar-latin szinonima-, szólás- és közmondásszótár 1791-ből; Tinta, Bp., 2021 (Mesterművek)